# 承祜
承祜（1670年1月4日—1672年3月3日），清朝康熙帝第二子（因早殤未序齒排序）。承祜生于康熙八年閏十二月十三，母亲是是康熙帝嫡后孝誠仁皇后赫舍里氏，皇太子胤礽的親哥承祜曾被康熙帝視作掌上明珠，承祜才四歲就早殤夭折。
康熙帝夭折的子女不在少數（共計55個子女中有27個早夭，幾乎一半），但只有承祜的死給康熙帝帶來的影響力最大，也唯獨只有承祜的死得到康熙帝“痛悼之”的實際行動。
據《康熙朝起居注》載：康熙十一年（1672年）二月初五日。康熙帝在頭堡。皇后所生長子承祜方四歲，天性聰慧，上甚愛之。是日寅時，包衣郎中多璧來奏，皇子承祜染病於初五日巳時卒。康熙帝諭曰：「痛悼之」。辰時，康熙帝含痛詣太皇太后行宮問安，笑語如常。出，康熙帝諭内大臣他達曰：「朕恐太皇太后聞之傷悼故含痛問安。朕在此恐諸王等聞信，前来慰朕，若至俱令散去」。禮部郎中仲古爾代等來奏安葬皇子事宜，至太皇太后行宮。康熙帝恐太皇太后聞知，召仲古爾代等至僻靜處附近，康熙帝垂著眼淚面諭安葬事宜。
康熙十一年（1672年）二月初七日。康熙帝自闻皇子信常含痛诣太皇太后行宫问安。还则深居简出，郁闷不已。两翼内大臣、宗室、公常舒、陶色、内大臣他达、噶布喇等大学士巴泰等兵部尚书明珠等奏曰：“皇上闻皇子承祜之变每含悲痛诣太皇太后行宫问安，诚为孝思肫切。但臣等见皇上自闻皇子承祜之变，问安回时，往往郁闷，臣等不胜忧虑。皇上悲痛皇子承祜，故是天性，第深居简出，则郁闷愈增。臣等愿皇上移跸借境舒怀，臣等幸甚”。康熙帝諭曰：“朕每日诣太皇太后宫问安，颇可自慰。既随太皇太后至温泉，如太皇太后圣躬霍然全安，朕不胜欢忭，稚子事朕不介意，卿等所奏，朕知道了”。
康熙十一年（1672年）二月初八日，康熙帝在頭堡辰時詣太皇太后行宫問安，巳時還。未時，又詣太皇太后行宮問安。申時，還是日，兩翼和碩康親王傑舒、安親王岳洛率諸王貝勒等....奏曰：「臣等見皇上數日內欝悶，臣等不勝憂慮，皇上一身關繫宗社，若如此欝悶不止，則臣等何敢自安？伏願皇上随意遊覽稍舒聖懷，臣等之幸、天下萬民之幸也！」康熙帝旨：「知道了」。
康熙十一年（1672年）二月初九日，駐蹕盤石臺，是日將移蹕盤石臺，早集兩翼王貝勒諸大臣於網城南門外，傳諭曰：「兩日內，諸王貝勒大臣啓奏：朕隨意遊覽可以稍遣悶懷，俱已有旨報聞，朕思爾等再三啓奏，無非愛朕之心，所言甚是，朕欲於此行宫相近處相一平濶之所，暫駐數日而還」。諸王貝勒大臣跪聽宣旨畢，奏曰：「前。臣等奏請之意誠爲皇上一身關緊甚大，若如此鬱悶恐一時聖體違和，故敢奏聞。今蒙睿鑒諭以温綸，不但臣等之幸、實天下萬民之大幸也！」随奉旨於盤石臺駐蹕。

## 結語
康熙帝因祖母孝庄太皇太后患病，康熙帝奉命陪他祖母孝庄太皇太后在河北赤城温泉疗疾。但当时康熙帝在外地驻跸，听闻皇后之子承祜死的消息后，康熙帝则强忍着悲痛哀伤，在白天在行宫里很少出来。只有在太皇太后请安时，康熙帝在太皇太后面前故作强颜欢笑，装成不在意，是为了不让太皇太后看见和知道此事後傷心難過。但是，康熙帝给太皇太后行礼问安完毕后，本来應要欢忭愉悅的，但是康熙帝依然是闷闷不乐，这足以说明皇子承祜在康熙帝心目中的地位，也表明康熙帝其實是多么钟爱承祜一人了。

## 其它
值得一提的是：康熙帝冊立胤礽冊封為皇太子吉期正是承祜生日十二月十三日吉日。